# کاشو (دوره)
کاشُو (به ژاپنی: 嘉祥 Kashō) یا کاجو نام عصر ژاپنی (نِنگُو) بود. این عصر بعد از جووا و قبل از نینجو قرار داشت و از ژوئیه ۸۴۸ تا آوریل ۸۵۱ میلادی به طول انجامید. در طی این عصر امپراتور نیمیو و امپراتور مونتوکو حکمران ژاپن بودند.